# Charles Henry Arnison
Charles Henry Arnison (ur. 13 stycznia 1893 w Newcastle upon Tyne, zm. 4 września 1974 w Londynie) – brytyjski as myśliwski okresu I wojny światowej. Odniósł 9 zwycięstw powietrznych. Odznaczony Military Cross.

## Życiorys
Jako pilot został przydzielony do No. 62 Squadron RAF, gdzie służył co najmniej od początku 1918 roku. Pierwsze zwycięstwo powietrzne odniósł 12 kwietnia 1918 roku nad niemieckim samolotem Albatros D.V w okolicach Estaires razem z obserwatorem Samuel Parrym. Z Parrym służyli w parze do 3 maja gdy ich samolot został zestrzelony w okolicach Armentières. Razem odnieśli 6 zwycięstw powietrznych. W tym trzy właśnie 3 maja. W wyniku obrażeń Parry zmarł, a Arnison odniósł tylko niewielkie obrażenia.
Następnie służył z obserwatorem Horace Ernest Merrittem. 9 maja  zestrzelili dwa samoloty Albatros D.V w okolicach Herlies oraz La Bassée. Ostatnie swoje 9 zwycięstwo odniósł 15 maja z obserwatorem C. D. Wellsem w okolicach Albert-Ayette. Następnego dnia pilotowany przez Arnisona samolot został zestrzelony w okolicach Corbie. Arnison został ciężko ranny i nie powrócił do czynnej służby, a Wells zginął. 
Został przeniesiony w stan spoczynku 6 października 1920 roku z zachowaniem stopnia wojskowego Flying Officer z powodu niezdolności do dalszej służby z powodu odniesionych ran.